# Barebone

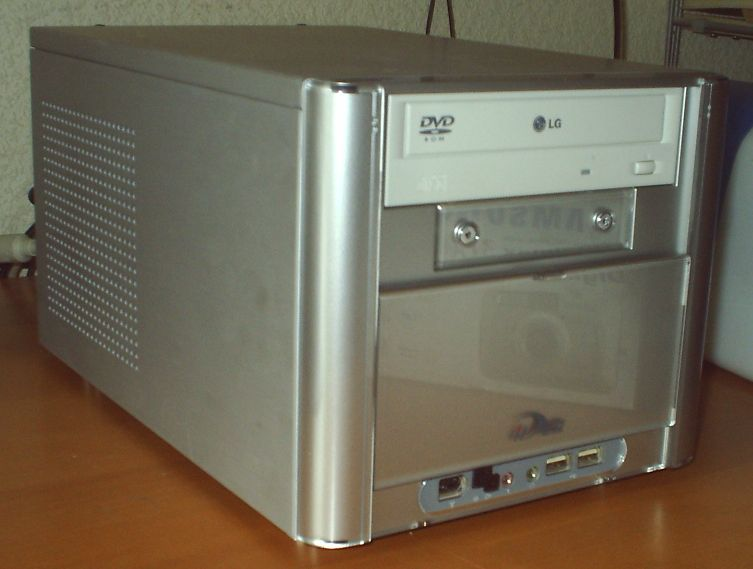
Un barebone avec les faces latérales brillantes.

Un barebone est la base constituante d'une unité centrale d'ordinateur : boîtier, alimentation électrique (dont le bloc peut être externe), carte mère et éventuellement lecteur(s).
Il faut y ajouter les pièces principales : microprocesseur, mémoire vive, disque dur ou SSD et, éventuellement en fonction de l'utilisation et des performances requises, une carte graphique, une carte son. Les barebones permettent ainsi de construire une configuration « à la carte », en fonction des besoins de l'utilisateur.
Il existe aussi des barebones au format PC portables[réf. souhaitée]. Ils sont composés du boîtier (taille d'un portable « standard »), de l'alimentation électrique, de l'écran, de la carte mère, de la carte graphique (généralement performante), de la carte son et du clavier.  
Il faut donc leur ajouter un disque dur, le microprocesseur, la mémoire vive et un lecteur ou graveur de disque optique.
La plupart des barebones à la mode depuis les années 2010 sont des bases pour mini PC (qui ont notamment été popularisés par la marque Shuttle), ce qui a introduit une confusion entre barebones et petit ordinateur. Il est désormais courant d'utiliser le terme barebone pour désigner un mini PC. Il faut typiquement y ajouter de la mémoire vive, un disque (dur ou SSD), un clavier et une souris.